# Thierry II de Lorraine
Pour les articles homonymes, voir Thierry II, Thierry de Lorraine et Thierry.
Thierry II d'Alsace, dit le Vaillant, né entre 1040 et 1050, mort le 30 décembre 1115, fut duc de Lorraine de 1070 à 1115. Il était fils de Gérard d'Alsace, duc de Lorraine, et d'Hedwige de Namur (voir son ascendance). Il est parfois numéroté Thierry Ier par des historiens du XVIe siècle qui rattachaient les ducs de Lorraine à Charles de Lorraine et ne tenaient pas compte des ducs de la maison d'Ardennes.

## Biographie
À la mort de son père, en 1070, une querelle de succession éclata entre Thierry et Louis, comte de Montbéliard et de Bar, dont les prétentions s'appuyait sur son épouse Sophie, fille et héritière de l'ancien duc Frédéric II. Pour confirmer ses droits, Thierry convoqua une assemblée de la noblesse lorraine et il s'assura du soutien de son frère Gérard en lui donnant en apanage le comté de Vaudémont. L'assemblée choisit comme duc Thierry et Louis mourut peu après, transmettant ses prétentions à son fils Thierry qui réclama à son tour le duché. L'arbitrage de l'empereur Henri IV confirma finalement à Thierry d'Alsace la possession du duché.
Le duc de Lorraine fut un fidèle vassal du Saint-Empire. À ce titre, il participa à plusieurs campagnes contre les Saxons et prit le parti des  empereurs dans le conflit qui les opposa aux papes Grégoire VII et Urbain II. En retour, Thierry se vit attribuer par Henri V le titre de marquis que ses successeurs utiliseront par la formule "duc de Lorraine et Marchis". Il refusa en revanche de prendre parti dans les conflits internes à la dynastie salienne, que ce soit dans celui opposant Henri IV et son fils le futur Henri V ou celui, une décennie plus tard, entre ce même Henri V et Lothaire de Supplinbourg.
Thierry II fut également le contemporain de l'Appel de Clermont prononcé par le pape Urbain II en 1095,pour appeler les Chrétiens d'Occident à partir libérer Jérusalem. Le duc envisagea de se croiser, mais se fit relever de son vœu par le légat pontifical à cause de son état de santé. Il engagea les chevaliers lorrains à participer à l'expédition.
Le duc s'employa également à développer ses Etats en poursuivant la politique de son père. Désireux d'étendre et d'enrichir sa résidence de Nancy, il y fonda en 1080 le prieuré Notre-Dame. Situé près de l'actuelle place de l'Arsenal, cet établissement bénédictin dépendant de Molesme, fut le premier de la ville. Bien que le complexe monastique ait été détruit à la Révolution, le portail de l'église a été conservé et se trouve aujourd'hui au Musée lorrain où il constitue un des rares vestiges romans de la capitale ducale. Thierry II fonda également le castrum de Neufchâteau vers 1080/1090. Ce château protégeait une ville neuve construite autour de l'église Saint-Nicolas. Plus tard furent construits un marché et un atelier monétaire qui contribuèrent à la prospérité économique de la ville.
Le duc mourut le 30 décembre 1115. Son lieu de sépulture n'est pas connu avec certitude. Les historiens lorrains mentionnent à la fois le prieuré Notre-Dame de Nancy, dont il était le fondateur, et le prieuré Saint-Pierre de Châtenois, que sa mère Hadwide de Namur avait fondé et où elle avait été inhumée. La seconde hypothèse a été privilégiée à partir du XVIIe siècle. On montrait ainsi dans le cloître du prieuré une sépulture anépigraphe portant une effigie que l'on disait être celle de Thierry II. Le gisant, que d'autres ont interprété comme celui d'une princesse, portait un bonnet et une couronne dentelée. Il a été détruit à la Révolution et, pour cette raison, il n'en reste plus qu'une gravure du XVIIIe siècle.

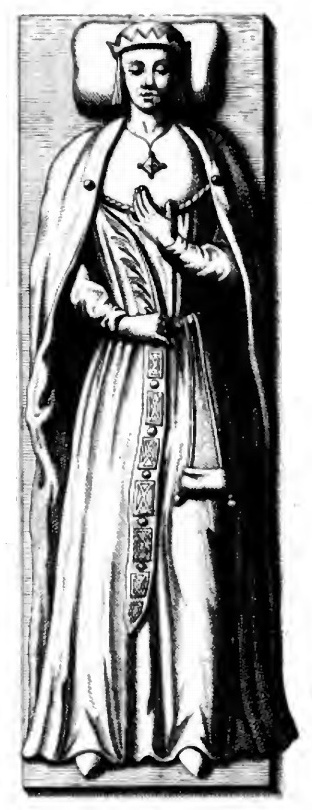
Gisant supposé de Thierry II à Châtenois.

En 1812 puis en 1818, l'empereur François Ier d'Autriche (descendant des ducs de Lorraine) fit procéder à des fouilles dans les ruines du prieuré pour retrouver les restes princiers et les ré-inhumer dans le caveau ducal de Nancy. Des ossements furent retrouvés et attribués, sans doute de manière trop hâtive, à Thierry II et à son épouse. Cependant, le dépôt funéraire ne parvint jamais à la Chapelle ducale. La rumeur locale prétendait que les habitants de Châtenois, qui ne voulait pas être spoliés des reliques de leurs lointains bienfaiteurs, les avait enterrées à nouveau dans le cimetière ou l'église du village. Aujourd'hui, avec la disparition du monument et des ossements supposés être les siens, il ne reste guère d'éléments pour trancher la question.

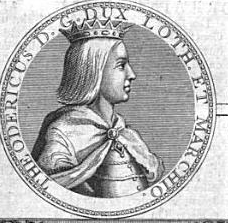
Gravure représentant la médaille de Ferdinand de Saint-Urbain à l'effigie de Thierry II.

Quels que soient les doutes concernant l'authenticité du tombeau, le gisant a une importance certaine dans l'iconographie du duc qu'il était censé représenter. Il a en effet servi de modèle à Ferdinand de Saint-Urbain pour le portrait de Thierry II figurant dans le Médaillier de Lorraine.

## Mariages et enfants

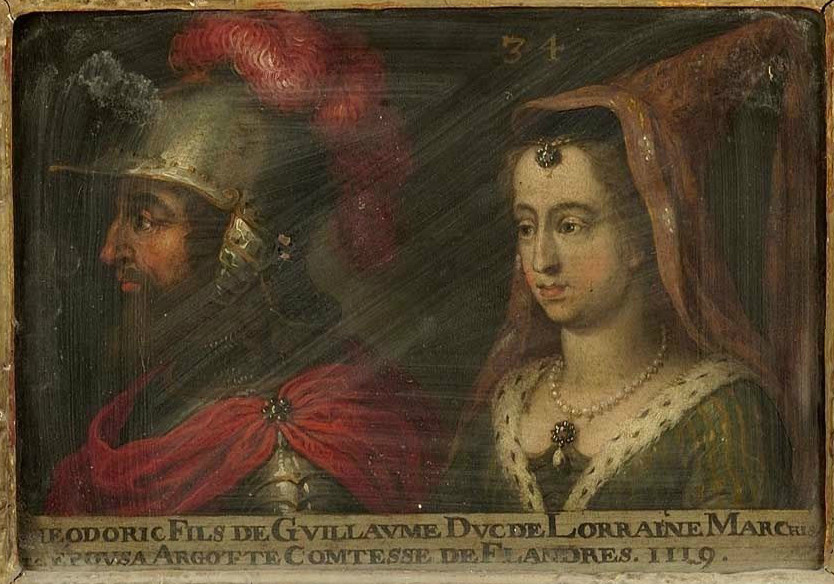
Thierry II et son épouse Gertrude de Flandre (XVIIe siècle).

Il épousa en premières noces vers 1075 Edwige de Formbach († 1085/90), fille de Frédéric, comte de Formbach, et eut :
- Simon Ier (vers 1096-1139), duc de Lorraine ;
- Gertrude († 1144), qui changea son nom en Pétronille, dérivée de Pierre, pour montrer sa fidélité envers le Saint-Siège, et épousa Florent II († 1122), comte de Hollande.

À la mort de son épouse, il épousa en secondes noces vers 1095 Gertrude de Flandre (1080-1117), fille de Robert Ier le Frison, comte de Flandre, et de Gertrude de Saxe. Celle-ci était alors veuve de Henri III de Louvain avec qui elle avait eu 4 filles dont Adélaïde de Louvain future épouse de Simon Ier. De cette seconde union naquirent :
- Thierry (1100-1168), seigneur de Bitche, puis comte de Flandre ;
- Henri Ier († 1165), évêque de Toul ;
- Ida, mariée à Sigefroy († 1104), comte de Burghausen ;
- Ermengarde, mariée à Bernard III de Brancion ;
- Gisèle, mariée à Frédéric, comte de Sarrebruck ;
- Euphronie[7] ou Fronia abbesse de Remiremont en 1150.

### Ascendance
Cette ascendance est aussi celle des frères et sœurs de Thierry II, soit :
- Gérard Ier (1057 † 1108), comte de Vaudémont ;
- Béatrice, mariée à Étienne Ier, comte de Bourgogne, de Mâcon et de Vienne ;
- Gisèle, abbesse de Remiremont.

```
          ┌──> Adalbert d'Alsace (v. 
960
 † 
1063
)
          │    comte de Metz
          │
     ┌──> Gérard de Bouzonville 
     │    
comte de Metz

     │    │
     │    └──> Judith
     │         
     │
┌──> 
Gérard d'Alsace
 (v. 
1030
–
1070
) 
│    duc de Lorraine
│    │
│    │    ┌──> 
│    │    │    
│    │    │
│    └──> Gisèle
│         
│         │
│         └──> Gerberge
│              
│
Thierry
 
II
 de Lorraine (v. 
1055
–
1115
)

duc de Lorraine
 
│
│         ┌──> 
Albert
 
I
er
 (
959
 † 
1012
)
│         │    
comte de Namur

│         │
│    ┌──> 
Albert
 
II
 (
997
 † 
1063
) 
│    │    
comte de Namur

│    │    │
│    │    └──> Ermengearde
│    │         fille de 
Charles de Basse-Lotharingie
 († 991), 
duc de Basse-Lotharingie

│    │
└──> Hedwige de Namur
     
     │
     │    ┌──> 
Gothelon
 
I
er
 (v. 
967
-
1044
)
     │    │    
duc de Basse-Lotharingie
 et 
de Haute-Lotharingie
 
     │    │
     └──> Régelinde de Verdun
          
          │
          └──> Ne
               
```

## Sources
- Dietrich II. Herzog von Lothringen (1070-1115).
- Henry Bogdan, La Lorraine des ducs, sept siècles d'histoire, Perrin, 2005 [détail des éditions] (ISBN 2-262-02113-9).